# Jużnoje (Dagestan)
Jużnoje (ros. Южное) – wieś w Rosji, w Dagestanie, w rejonie kizlarskim. W 2010 liczyła 1791 mieszkańców.